# Bal perdu
Pour plus de détails, voir Fiche technique et Distribution.
Bal perdu est un film français réalisé par Daniel Benoin et sorti en 1990.

## Synopsis
Au prétexte du tournage d'un film sur la Révolution française, de jeunes apprentis comédiens sont espionnés au moyen de caméras dissimulées pour connaître leurs habitudes et leur vie quotidienne.

## Fiche technique
- Titre : Bal perdu
- Réalisation : Daniel Benoin
- Assistant réalisateur : Alain Tasma
- Scénario : Serge Gaubert et Daniel Benoin
- Photographie : Pierre Grange
- Son : Alain Garnier
- Montage : Claudine Bouché
- Musique : Adrian Ils
- Production : Les Films de l'Estrade
- Pays  :  France
- Durée : 95 minutes
- Date de sortie : France - 3 janvier 1990

## Distribution
- Joséphine Caraballo
- Sabine Halluin
- Nadine Emin
- Jean-François Balmer
- Danièle Delorme
- Jean-Claude Drouot
- Ronny Coutteure